# Первая формула Вилланса
Первая формула Вилланса или просто формула Вилланса — аналитическое выражение для вычисления {\displaystyle n} -го простого числа, полученное на основе теоремы Вильсона и опубликованное математиком К. П. Виллансом в 1964 году.
Формула имеет следующий вид:
{\displaystyle p_{n}=1+\sum _{i=1}^{2^{n}}\left\lfloor \left\lfloor n\left(\sum _{j=1}^{i}\left\lfloor \cos ^{2}\pi \left({\frac {(j-1)!+1}{j}}\right)\right\rfloor \right)^{-1}\right\rfloor ^{1/n}\right\rfloor }
Считается, что формула Вилланса не может быть использована для выполнения эффективной вычислительной работы на практике, так как она представляет из себя производный вариант решета Эратосфена.